# Ángel Marina Álvarez
Ángel Marina Álvarez (ur. 28 marca 1890 w Barruelo de los Carabeos, zm. 14 sierpnia 1936 w El Picado koło Almagro) – hiszpański duchowny katolicki, dominikanin, męczennik, ofiara wojny domowej w Hiszpanii w latach 1936-39, błogosławiony Kościoła katolickiego.

## Życiorys
Urodził się w 1890 roku w Barruelo de los Carabeos koło miasta Santander. Wstąpił do zakonu dominikanów. Pierwsze śluby zakonne przyjął w 1907 roku, natomiast śluby wieczyste 23 października 1910 roku. 26 września 1916 roku otrzymał święcenia kapłańskie. Potem wyjechał na misje do Wenezueli, zaś następnie na Kubę. Powróciwszy do Hiszpanii posługiwał na Wyspach Kanaryjskich. W 1935 roku został mianowany przeorem klasztoru dominikanów w Almagro. Po wybuchu wojny domowej w Hiszpanii został zamordowany przez republikańską milicję 14 sierpnia 1936 roku w El Picado niedaleko Almagro. 
11 grudnia 2019 roku papież Franciszek podpisał dekret o męczeństwie jego i 27 towarzyszy, co otworzyło drogę do jego i towarzyszy beatyfikacji.
18 czerwca 2022 w katedrze Najświętszej Marii Panny w Sewilli, kard. Marcello Semeraro, reprezentujący papieża Franciszka dokonał uroczystej beatyfikacji dwudziestu siedmiu męczenników w tym Ángela Marine Álvareza.